# Tamazulápam del Espíritu Santo
Tamazulápam del Espíritu Santo är en ort i Mexiko.   Den ligger i kommunen Tamazulápam del Espíritu Santo och delstaten Oaxaca, i den sydöstra delen av landet, 400 km sydost om huvudstaden Mexico City. Tamazulápam del Espíritu Santo ligger 2 079 meter över havet och antalet invånare är 2 783.
Terrängen runt Tamazulápam del Espíritu Santo är bergig åt nordost, men åt sydväst är den kuperad. Terrängen runt Tamazulápam del Espíritu Santo sluttar västerut. Runt Tamazulápam del Espíritu Santo är det ganska tätbefolkat, med 62 invånare per kvadratkilometer. Tamazulápam del Espíritu Santo är det största samhället i trakten. I omgivningarna runt Tamazulápam del Espíritu Santo växer i huvudsak blandskog.